# Polypodium gedeanum
Polypodium gedeanum là một loài dương xỉ trong họ Polypodiaceae. Loài này được Racib. mô tả khoa học đầu tiên năm 1898.
Danh pháp khoa học của loài này chưa được làm sáng tỏ. 